# Diego Legrand (Komponist)
Diego Legrand (* 20. September 1928 in Montevideo; † 24. Juli 2014 ebenda) war ein uruguayischer Komponist und Musiker.
Legrands musikalischer Werdegang begann mit der Klavierausbildung zunächst bei Adela Taborda am Conservatorio Kolischer und später dann bei Sara Bourdillón an der Escuela Normal de Música. Im kompositorischen Bereich, Kontrapunkt und in der Harmonielehre war er Schüler von Nydia Pereyra Lizaso und Guido Santórsola. 1970 erweiterte er seine Kenntnisse bei Aufenthalten in Europa. Er erhielt für den von Cristóbal Halffter im spanischen Santiago de Compostela durchgeführten Sommer-Kompositionskurs ein Stipendium. Zudem nahm er in Paris am "Center for Students and Arts" Unterricht in elektroakustischen Techniken bei Jorge Arriagada. 1971 war er in seinem Heimatland Uruguay Teilnehmer beim "Primer Curso Latinoamericano de Música Contemporánea". 1982 erhielt er eine Einladung des Deutschen Musikrats. In deren Folge nahm er an mehreren Festivals teil und besuchte mehrere deutsche Musikzentren. Dies waren Köln, München, Freiburg, Berlin und Stuttgart.
1956 entstand sein Debütwerk, ein Klavierstück namens "Danza criolla", das im Folgejahr uraufgeführt und mit dem Ersten Preis beim Wettbewerb der Asociación de Estudiantes de Música ausgezeichnet wurde. Seine erste Sinfonie, die im SODRE uraufgeführt wurde, verfasste er mit "Música para cuerdas" im Jahre 1960. Im Laufe seiner Karriere kamen über 70 Sinfonien und Kammermusikstücke hinzu. Diese wurden unter anderem in Uruguay, Argentinien, Chile, Brasilien, Kanada, Venezuela, Deutschland, Frankreich, in den USA, Finnland, Italien und den Niederlanden uraufgeführt und gespielt. Mindestens elf seiner Werke wurden international auf Tonträger veröffentlicht. Dazu zählt das beim Label Tacuabé erschienene "Diego Legrand – Siete composiciones".
1999 erhielt er den Premio Morsoli. Er war Mitglied sowohl des Núcleo de Música Nueva als auch der Sociedad Uruguaya de Música Contemporánea.